# Kochanów (obwód witebski)
Kochanów (biał. Коханава, także Kochanowo) – osiedle typu miejskiego na Białorusi w rejonie tołoczyńskim obwodu witebskiego, 4,3 tys. mieszkańców (2010).

## Historia
Podczas okupacji hitlerowskiej, we wrześniu 1941 roku Niemcy utworzyli getto dla żydowskich mieszkańców. Przebywało w nim około 300 osób. W styczniu 1942 roku Niemcy zlikwidowali getto, a Żydów zamordowali na cmentarzu żydowskim. Od lipca do września 1941 w Kochanowie mieścił się obóz przejściowy dla jeńców Dulag 203.

## Urodzeni w Kochanowie
- Leon Potocki ps. Bonawentura z Kochanowa (1799–1864) – pisarz, publicysta